# Uralkali
Uralkali (russe: Уралка́лий, MICEX-RTS : URKA) est une entreprise russe spécialisée dans la production et la vente de potasse, à partir de ses mines de l'Oural. Elle est cotée à la bourse de Moscou sous le sigle URKA et emploie environ 11 000 personnes,. Au total, la production d'Uralkali couvre 20% de la production mondiale de potasse.

## Histoire

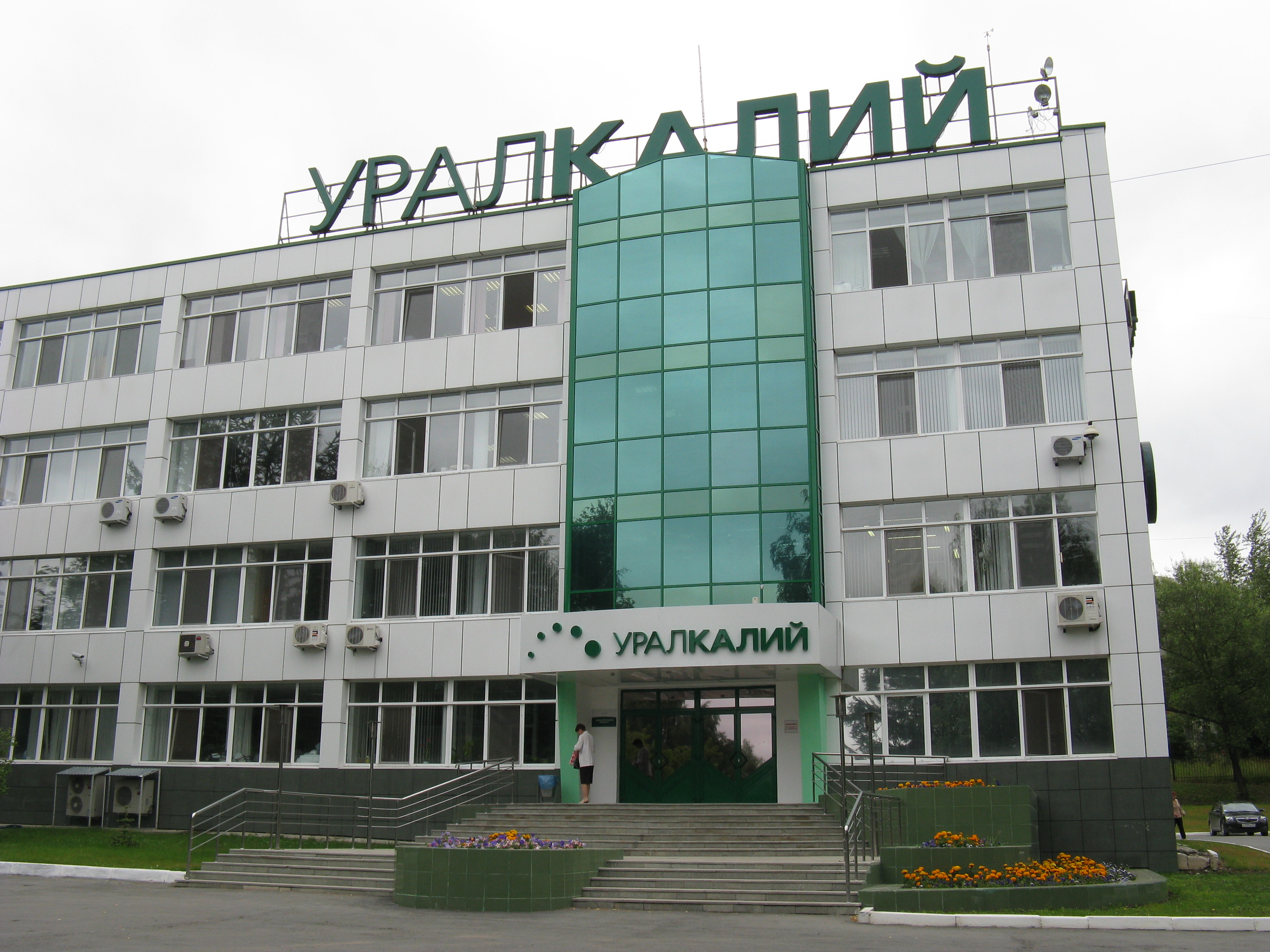
Siège d'Uralkali à Berezniki.

Les origines d'Uralkali, dont le nom est un acronyme russe de Combinat de potasse de l'Oural (russe:  Уральский калийный комбинат) remontent à 1925, lorsqu'une équipe de géologues sous la direction du professeur Pavel Preobrajenski met à jour le gisement de potasse de Verkhnekamsk, dans la région de Perm. En 1927, en application d'un ordre du Présidium du Gosplan soviétique, un premier combinat est créé à Solikamsk, puis un deuxième à Berezniki en 1930.
Après avoir marqué un temps d'arrêt lors de la deuxième guerre mondiale, l'exploitation reprend et s'étend dès le début des années 1950, avec la construction d'usines de traitements chimiques pour la transformation des matières premières. En 1964, les combinats de Solikamsk et Berezniki sont réunis en une seule structure, l'"unité de production Uralkali". Un troisième combinat est construit entre 1965 et 1973.
En 1983, le combinat de Solikamsk sort de la structure d'Uralkali et est renommé "Silvinit". Les deux sociétés sont réorganisées en sociétés par actions en 1992, et leurs actions font l'objet de fortes convoitises et de rachats dans des conditions souvent troubles, mêlant corruption et usage de la force. Dmitri Rybolovlev devient actionnaire principal et Président du Conseil d'administration d'Uralkali en 1995.
Depuis 2010, l'actionnaire principal d'Uralkali est le milliardaire russe Suleyman Kerimov, l'un des principaux soutiens financiers de Dimitri Medvedev.
Uralkali et son homologue biélorusse Belaruskali (et quelques groupes canadiens) avaient créé un cartel sur la production des potasses et tiraient depuis plusieurs années les prix vers le haut.
En juillet 2013, Uralkali annonce son intention de se séparer du biélorusse Belaruskali, une décision qui fit craindre un chaos dans l'économie du potassium et une guerre de prix sauvage entre les deux entités. Le 19 août 2013, Belaruskali accuse Uralkali d'avoir planifié cette séparation afin de l'affaiblir et d'en prendre le contrôle. Le 26 août 2013, le directeur général d'Uralkali, Vladislav Baumgertner, est soupçonné d'abus de pouvoir et arrêté en Biélorussie à la suite de sa rencontre avec le Premier ministre biélorusse Mikhaïl Miasnikovitch, et encourt une peine de 10 ans d'emprisonnement. En réponse à cette arrestation, la Russie bloque les importations de viandes porcines.
En septembre 2013, le fonds souverain China Investment Corporation rachète 12,5 % d'Uralkali à Suleyman Kerimov.
En novembre 2013, Mikhaïl Prokhorov annonce son intention d'acquérir 21,75% d'Uralkali pour 4,3 milliards de dollars via son holding Onexim, devenant ainsi le premier actionnaire du groupe.
En décembre 2013, le conseil d'adminisitration nomme Dimitri Ossipov PDG de l'entreprise.
Fin 2014, une doline (sinkhole) géante s'ouvre sur le site de la mine de Solikamsk-2, atteignant progressivement 125 mètres de diamètre et 75 mètres de profondeur et engloutissant des maisons, .
En septembre 2019, Uralkali et Uralchem (en) annonce l'acquisition pour 110 millions de dollars de Fertilizantes Heringer, une entreprise brésilienne en procédure de sauvegarde.
En 2021, le chiffre d'affaires de la société s'élève à 2,7 milliards d'euros.

## Activité
Uralkali extrait, enrichit, produit et vend des sels de potassium et de titane. Les produits finis peuvent être des minerais fertilisants (engrais), du concentré de titane pour la métallurgie et différents sels pour l'industrie alimentaire, pharmaceutique et chimique. Uralkali exporte la majeure partie de sa production, principalement vers l'Amérique du Sud et l'Extrême-Orient[source insuffisante].
En 2013, Uralkali produit 10 millions de tonnes de potasse contre 9,1 millions en 2012, soit une hausse de 10%.

## Résultats
Sur 2013, Uralkali publie un bénéfice annuel net en baisse de 58% (666 millions de dollars). Son chiffre d'affaires recule de 20% (2,7 milliards de dollars).
En 2018, son chiffre d'affaires s'élevait à 2,753 milliards de dollars, en léger recul par rapport à 2017 (2,76 milliards de dollars).

## Litiges
De 2021 à 2022, Uralkali était le sponsor-titre de l'écurie américaine de Formule 1 Haas.
Le 24 février 2022, à la suite de la décision la Formule 1 et de la Fédération internationale de l'automobile (FIA) d’annuler le Grand Prix à Sotchi (qui devait se tenir du 23 au 25 septembre 2022) en raison du conflit militaire en Ukraine,, la direction de Haas a décidé de ne plus utiliser les logos d'Uralkali en tant que sponsor-titre ainsi que les couleurs du drapeau russe sur ses voitures de course.
Le 5 mars 2022, Haas a unilatéralement résilié l’accord de sponsoring avec Uralkali et la coopération avec le pilote d’équipe russe Nikita Mazepin,. Le 9 mars 2022, Nikita Mazepin et son père - Dmitri Mazepin (en), qui était l’actionnaire majoritaire d’Uralkali à ce moment-là - ont été inclus dans la liste des sanctions de l’Union européenne. Dans son communiqué de presse, Uralkali déclare avoir reçu un avertissement de l’équipe de Haas F1 Team, dont il est le sponsor principal, de la résiliation unilatérale de leur accord de sponsoring en raison de la situation géopolitique actuelle. Uralkali exige un remboursement car les obligations de Haas envers Uralkali pour l'année 2022 n’ont pas été respectées : la majeure partie du montant pour l'année 2022 dans le cadre de l’accord de sponsoring a déjà été transférée à l’équipe et l’accord a été résilié par Haas avant la première course de la saison 2022. Selon Motorsport, l'écurie américaine a refusé de restituer les 12 millions d'euros déjà versés à l'entreprise et a exigé 8 millions d'euros de compensation pour les « bénéfices perdus ». Uralkali a déclaré à la RBK que l'entreprise avait l'intention de continuer à défendre ses intérêts, car elle considère que « les actions de Haas visant à résilier les contrats et la position de Haas sont illégales ».
La procédure judiciaire entre Uralkali et Haas a duré deux ans. Le 12 juin 2024, le tribunal arbitral a reconnu une rupture de contrat par l’équipe américaine et exigé la restitution de la plus grande partie de l’avance sur l’accord de sponsoring,. Il a également été indiqué que toutes les demandes reconventionnelles de Haas ont été rejetées. D’autre part, Haas a également annoncé sa victoire. Le tribunal a admis que l’équipe américaine avait de bonnes raisons d’annuler le contrat. Le contrat a été déclaré invalide dès sa résiliation. Haas a été autorisé à garder une partie des fonds de parrainage, relatifs à la période précédant la résiliation du contrat, et de retourner le reste à Uralkali. Conformément à la décision du tribunal d'arbitrage suisse, Haas F1 Team devait régler le solde des fonds de sponsoring à Uralkali, y compris les intérêts et les frais d'arbitrage. Selon les termes de l’accord de sponsoring, Haas F1 Team devait également rendre la voiture de course de l’équipe de la saison 2021 à Uralkali dans un délai d’un mois. D'après le communiqué officiel d'Uralkali, Haas n'a pas réagi à leur lettre envoyée début juillet 2024 concernant les propositions pour la livraison de la voiture de course, qui n'a jamais été restituée, et la question financière est restée non résolue, malgré le délai d'exécution de la décision du tribunal. 
Le 25 août 2024, Haas F1 Team devait participer au Grand Prix des Pays-Bas, mais trois jours plus tôt, les voitures et l'équipement de l'équipe ont été saisis par le tribunal. Le 23 août 2024, le propriétaire de l’équipe américaine, Gene Haas, a déclaré que tous les problèmes entre son équipe et Uralkali avaient été résolus. Le 26 août, Uralkali a confirmé la réception du montant requis et a informé les autorités néerlandaises de la possibilité de supprimer la saisie des actifs de Haas, ce qui permettrait à l’équipe de les retirer du pays. La société a déclaré que les fonds reçus de Haas seront dirigés « vers le développement de la capacité de production, ce qui augmentera la contribution de l’entreprise à la sécurité alimentaire mondiale ». 
En février 2025, deux affaires ont été ouvertes devant le tribunal d'arbitrage du kraï de Perm à la suite des requêtes déposées par Uralkali contre le producteur d'engrais minéraux «Minoudobreniya». Chaque affaire concernait une dette présumée de «Minoudobreniya» s'élevant à 747 millions de roubles. Cependant, au début du mois de mars 2025, Uralkali a déposé une demande de désistement. 